# Martini-Henry

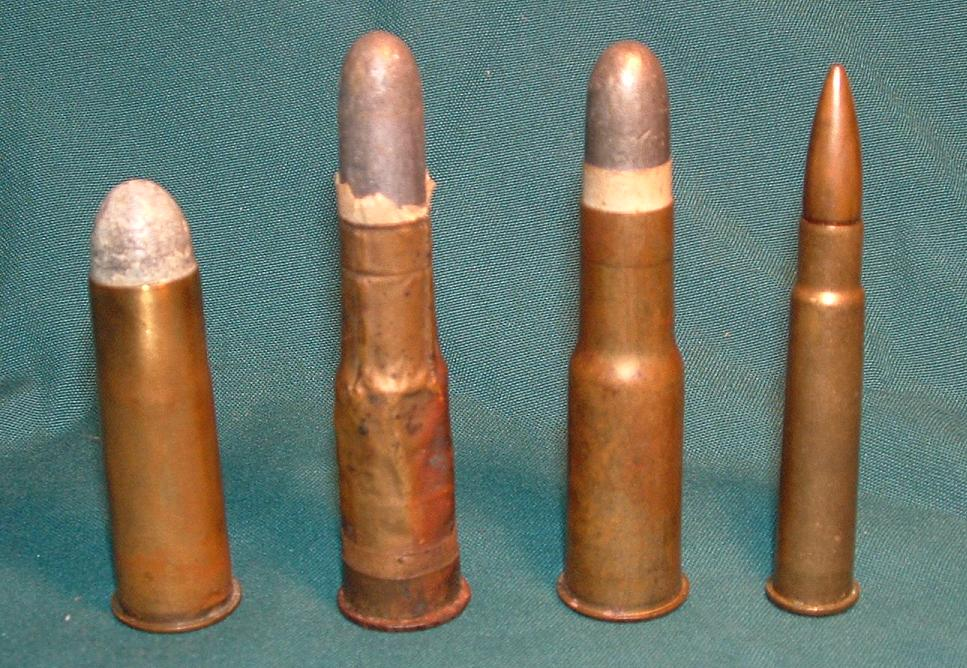
De izquierda a derecha: Un cartucho .577 Snider, un cartucho .577/450 Martini-Henry de la Guerra anglo-zulú con casquillo de hoja de latón enrollada, un cartucho .577/450 Martini-Henry con casquillo de latón extruido y un .303 British Mk VII SAA Ball.

El Martini-Henry fue un fusil de cerrojo levadizo adoptado por el Ejército británico, que combinaba el cerrojo levadizo desarrollado por Henry O. Peabody (en su Fusil Peabody) y mejorado por el diseñador suizo Friedrich von Martini, cuya obra de incorporar los mecanismos de amartillado y percusión dentro del cajón de mecanismos mejoró en gran manera la operación del fusil, con el estriado poligonal diseñado por el armero escocés Alexander Henry. Entró en servicio en 1871, reemplazando al Snider-Enfield, un fusil de avancarga modificado a retrocarga. Las variantes del Martini-Henry fueron empleadas a lo largo del Imperio británico por 30 años. Aunque el Snider fue el primer fusil de retrocarga que disparaba un cartucho metálico en servicio británico, el Martini-Henry fue diseñado desde sus inicios como un fusil de retrocarga y además tenía una mayor cadencia de disparo y un mayor alcance.
Se produjeron cuatro modelos del Martini-Henry: Mark I (suministrado en junio de 1871), Mark II, Mark III y Mark IV. Además hubo una versión carabina de 1877 con diversas variantes, que incluían una Carabina de Guarnición de Artillería, una Carabina de Artillería (Mark I, Mark II y Mark III) y versiones más pequeñas diseñadas como fusiles de entrenamiento para cadetes. El fusil Martini-Henry Mark IV puso fin a la producción en 1889, pero estuvo en servicio a lo largo del Imperio británico hasta el final de la Primera Guerra Mundial. Se vio a algunos miembros de tribus afganas empleando el Martini-Henry en fechas tan tardías como la invasión soviética de Afganistán. A inicios de 2010 y 2011, Marines estadounidenses capturaron al menos tres fusiles Martini-Henry de diversos arsenales talibanes en el Marjah. En abril de 2011, otro Martini-Henry fue capturado cerca de Ogun en la provincia de Paktika por la 101.ª División Aerotransportada del Ejército de los Estados Unidos.
El Martini-Henry fue copiado a gran escala por los armeros de la Provincia de la Frontera del Noroeste. Estas armas eran de inferior calidad que las fabricadas por la Royal Small Arms Factory de Enfield, pero tan similares que hasta copiaban sus marcajes. Los principales manufactureros fueron los Adam Khel de la tribu Afridi, que vivieron alrededor del Paso Jaiber. Los británicos llamaban a estas armas "Fusiles del Paso".

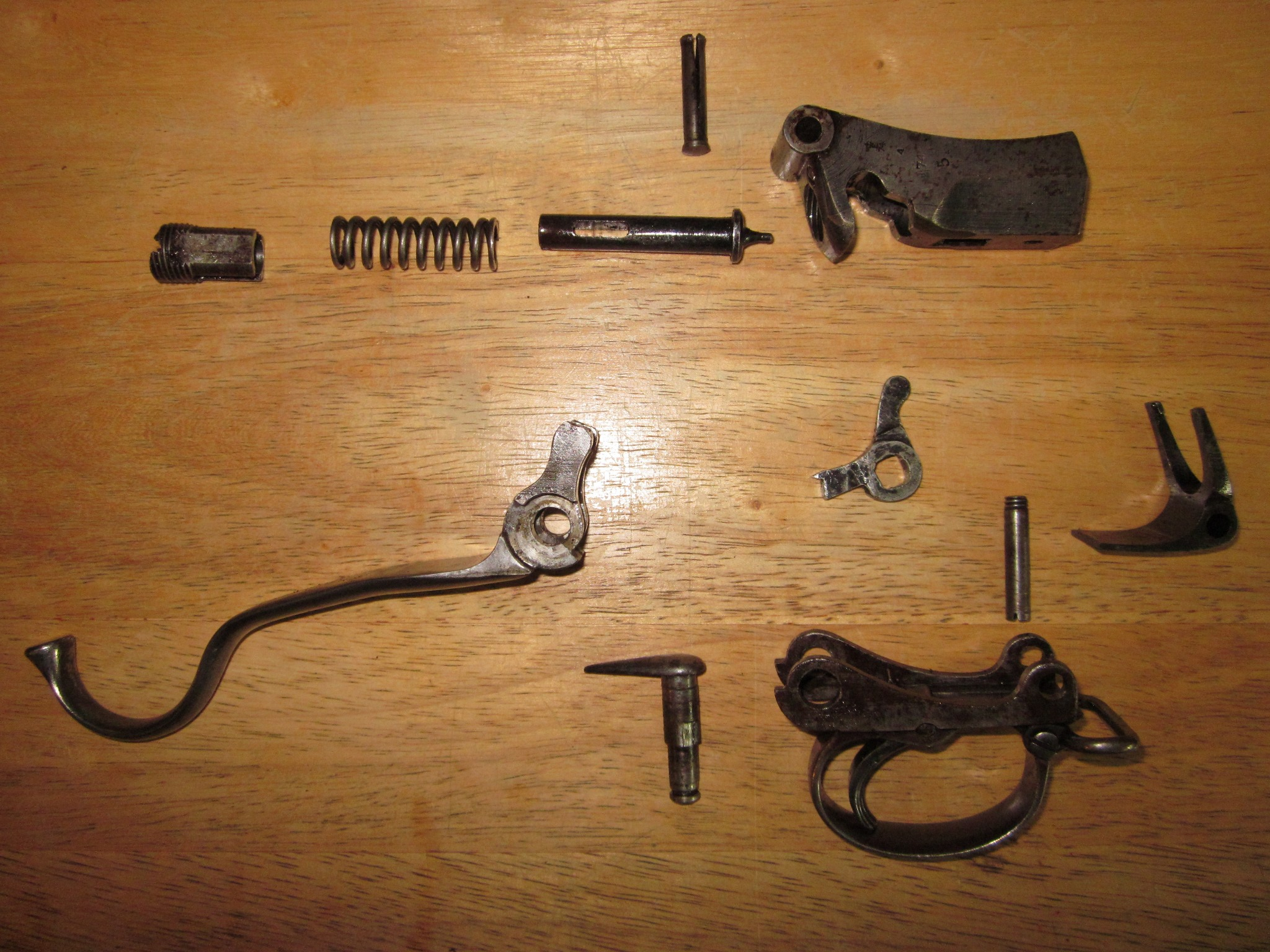
Cerrojo levadizo del Martini-Henry, desarmado.

## Descripción
El Martini-Henry Mark I fue creado en 1871, sustituyendo al Snider-Enfield (1866) como fusil reglamentario del Ejército del Imperio británico. Era un fusil monotiro de retrocarga y cerrojo levadizo, con un mecanismo simple que se activaba bajando una palanca situada detrás del guardamonte. Esto hacía bajar el cerrojo, permitiendo que el cartucho se insertara en la recámara por la parte superior del cerrojo. El cartucho era del tipo Boxer de 0.45 pulgadas, con una bala de plomo endurecida de 485 granos (1 gramo = 15 granos) pero sin envoltura metálica, lo que provocaba heridas características (pequeños agujeros de entrada con grandes agujeros de salida). El ánima del cañón tenía siete estrías y la bala salía con una velocidad inicial de 380 m/s (1250 pies por segundo). Su alcance máximo era de unos 914,4 m (1000 yardas), pero su alcance útil era de la mitad, siendo particularmente mortífero a 320 m (350 yardas).
En el cartucho original, los fusiles disparaban una bala de punta redondeada con base cóncava hecha de plomo blando, con un diámetro de 11,63 mm (0.458 pulgadas), envuelta en un "taco de papel" encerado que le daba un diámetro de 11,68 mm (0.460 pulgadas); pesaba 485 granos. Estaba fijada en su lugar con dos cánulas (estrías en la parte externa del cuello del casquillo), sobre un taco cóncavo de fieltro y cartón. Este se apoyaba sobre la carga propulsora dentro de un casquillo hecho de hoja de latón enrollada, conocido hoy como el .577/450, un diseño con casquillo abotellado que empleaba la misma base que el cartucho .577 empleado por el fusil Snider-Enfield. Estaba cargado con 85 granos (5,51 g) de pólvora negra gruesa Curtis and Harvey No.6, conocida por el gran retroceso que generaba. El casquillo era eyectado hacia atrás cuando se accionaba la palanca.
El Martini-Henry tenía una longitud de 124,5 cm (49 pulgadas) y un cañón de acero de 84 cm (33,22 pulgadas). El estriado Henry daba como resultado un cañón heptagonal con siete estrías con una vuelta en 558,5 mm (22 pulgadas). El arma pesaba 3,83 kg. Una espada-bayoneta era suministrada a los suboficiales; al montarse, el fusil se alargaba hasta 172,7 cm (68 pulgadas) y su peso aumentaba a 4,65 kg. La bayoneta estándar era una de pincho y cubo, convertida a partir de la vieja Modelo 1853 (51,8 cm) o de producción reciente como la Modelo 1876 (63,5 cm). Una bayoneta diseñada por Lord Elcho fue ideada para picar y otras tareas fuera de combate, tenía una doble fila de dientes y podía emplearse como una sierra; no fue producida en grandes cantidades y no era estándar.
El fusil Martini-Henry Mark 2, empleado en la guerra anglo-zulú, tenía el alza ajustada hasta 1646 m (1200 yardas). A 1100 m (1200 yardas), 20 disparos mostraban una desviación principal del centro del grupo de 69,5 cm (27 pulgadas), siendo el punto más alto de la trayectoria 2,44 m (8 pies) a 450 m (500 yardas).
El Enfield-Martini, un modelo calibre 10,2 mm (0.402 pulgadas) que incorporaba pequeñas mejoras tales como un seguro, fue gradualmente introducido para reemplazar al Martini-Henry desde 1884 en adelante. El reemplazo fue gradual, para que los lotes de la vieja munición se consumieran por completo.
Sin embargo, antes de que se terminase el proceso, se tomó la decisión de reemplazar los fusiles Martini-Henry con el fusil de cerrojo Lee-Metford, que disparaba cartuchos .303 British y era alimentado desde un depósito, lo que le daba una mayor cadencia de disparo. En consecuencia, para evitar tener tres fusiles de calibres diferentes en servicio, los Enfield-Martini fueron retirados y recalibrados a 11,43 mm (0.45 pulgadas), siendo rebautizados como Martini-Henry Modelo "A" y Modelo "B". También se produjeron algunas carabinas calibre 7,70 mm que empleaban cartuchos de pólvora negra, conocidas como Martini-Metford e incluso carabinas calibre 7,70 mm que empleaban cartuchos de cordita, llamadas Martini-Enfield (al contrario de Enfield-Martini).
Durante el periodo en el cual el Martini-Henry estuvo en servicio, el Ejército británico se vio involucrado en un gran número de guerras coloniales, principalmente la guerra anglo-zulú en 1879. El fusil fue empleado en la Batalla de Rorke's Drift por la compañía del 2.º Batallón del 24.º Regimiento de a Pie. Durante la batalla, 139 soldados británicos se defendieron con éxito ante varios miles de guerreros zulúes. El fusil no fue totalmente retirado de servicio hasta 1904.
Aunque el Martini-Henry era un buen fusil, en el clima africano su cerrojo y su cañón se sobrecalentaban y ensuciaban tras un empleo prolongado. Incluso se dificultaba accionar la palanca para bajar el cerrojo y recargar el fusil. Tras investigar el problema, el Departamento de Armamento del Ejército británico determinó que la frágil construcción de los casquillos de hoja de latón enrollada y el hollín producido por la pólvora negra eran las principales causas del problema. Para corregir esto, el casquillo del cartucho fue cambiado de la débil hoja de latón enrollada al más resistente latón extruido, incorporándose una palanca de carga más larga para poder aplicar más fuerza al accionar el mecanismo cuando estaba sucio. Estas variantes posteriores fueron más fiables en combate, aunque no fue sino hasta que los técnicos de la empresa fabricante de municiones Kynoch probaron en estos fusiles cartuchos con pólvora sin humo y balas con camisa de cobre en la década de 1920, cuando finalmente se logró una total precisión y fiabilidad al eyectar los casquillos disparados. Los cazadores ingleses en diversos safaris, principalmente en África, empleaban en el Martini-Henry un cartucho con carga de cordita y una bala encamisada de 500 granos, efectiva para detener animales tales como hipopótamos y otras grandes presas peligrosas a una distancia de hasta 73,15 m (80 yardas).
La pólvora sin humo fue empleada hasta bien entrada la década de 1960 en los cartuchos .577/450 Martini-Henry con casquillo de latón extruido fabricados por Kynoch para el mercado civil, demostrando otra vez ser muy fiable, y, al no producir humo, eliminaba los problemas de la suciedad. Como la pólvora ardía con menos presión dentro del casquillo del cartucho, prevenía la adhesión de éste dentro de la recámara del fusil (ya que no se expandía tanto como lo hacía con las cargas de pólvora negra originales).
El fusil padeció de problemas para eyectar cartuchos disparados durante la guerra anglo-zulú, principalmente debido a los débiles casquillos de hoja de latón enrollada, que se expandían demasiado en la recámara del fusil al ser disparados, al punto que se atoraban o se rajaban dentro de esta, inutilizando el arma en medio del fragor de la batalla. Sin embargo, continuó siendo un popular fusil de competencia en los Encuentros de la Asociación Nacional del Fusil en Bisley, Surrey, y en las competencias de Fusiles Civiles y Militares de 1872-1904. Era empleado hasta una distancia de 914,4 m (1000 yardas) con el cartucho militar estándar de la época y para la década de 1880, el cartucho .577/450 Boxer-Henry fue reconocido por la ANF como un cartucho de 822,96 m (900 yardas), ya que disparar el Martini-Henry a 914,4 m (1000 yardas o 3/4 de milla) era difícil, necesitando una gran habilidad para calcular la desviación necesaria para que la bala de 485 granos impactase en el blanco. Pero para 1904, la mayoría de tiradores estaban empleando el nuevo cartucho calibre 7,70 mm, que demostró ser más preciso, y el interés en el .577/450 decayó a tal punto que para 1909 nadie lo empleaba en las competencias de Bisley, disparándose en su lugar con los más modernos fusiles de cerrojo Lee-Enfield.
Durante la Primera Guerra Mundial, los fusiles Martini-Henry Mark 4 fueron empleados con balas spitzer incendiarias para tratar de derribar los dirigibles alemanes que bombardeaban Londres. Sin embargo, en 1879, por lo general el Martini-Henry Mark 2 de 14,7 mm (aun siendo el modelo más preciso producido de esta serie de fusiles) en manos hábiles solamente era capaz de impactar un blanco del tamaño de un ser humano a 365,76 m (400 yardas), ya que después de 274,32 m (300 yardas) la bala disparada por un Martini-Henry de 11,43 mm (0.45 pulgadas) empezaba a perder velocidad gradualmente e ir a velocidad subsónica, lo que afecta la consistencia y la precisión de la bala en vuelo. El cartucho con carga propulsora de 415 granos Martini Carbine introducido en 1878 tenía un mejor desempeño a larga distancia, producía menos retroceso al ser disparado desde fusiles frente a la carga reducida de solo 75 granos de pólvora negra gruesa Curtis and Harvey No.6, pero se halló que aunque el fusil con su bala de 485 granos hacía blanco a 91,44 m (100 yardas), al disparar cartuchos con carga propulsora para carabina en fusiles la bala impactaba 30,48 cm (12 pulgadas) más arriba a la misma distancia. Para resolver esto, se disparaba a una distancia de 457,2 m (500 yardas). Debido a estas primeras lecciones aprendidas, las tácticas tuvieron que evolucionar alrededor de las aparentes limitaciones de este gran, lento y pesado cartucho durante la guerra anglo-zulú. Durante la mayoría de las batallas clave, tales como Rorke's Drift y la Batalla de Ulundi, la orden para disparar en salva no se dio sino hasta que los zulúes estuvieron a 365,76 m (400 yardas), ya que el desempeño balístico del cartucho .577/450 Martini-Henry es algo parecido al del cartucho .45/70 Government, que fue ampliamente utilizado en el Oeste y por cazadores de búfalos. Aunque el .577/450 Martini-Henry está al límite de potencia al llevar 15 granos más de pólvora negra en su casquillo. De los primeros reportes de los cirujanos de campo resulta que a una distancia de 182,88 m (200 yardas), las balas disparadas por el Martini-Henry produjeron heridas terribles y devastadoras a los zulúes que combatieron en Rorke's Drift. Extrañamente, el alza de los fusiles Martini-Henry Mark 2 está marcada hasta 1.645,92 m (1.800 yardas), pero este ajuste fue solamente empleado para disparar salvas a larga distancia contra posiciones de artillería enemiga o una agrupación de Caballería antes de entrar en combate, Esto fue diseñado como un arma/táctica para acosar posiciones de artillería o evitar que la Infantería enemiga ataque o planee atacar antes de tiempo. Un alza para "salva indirecta" similar, en la cual las balas caen sobre el blanco desde gran distancia, fue empleada en los posteriores fusiles Lee-Enfield de la Primera Guerra Mundial y estaba ajustada para 2.650,32 m (2.800 yardas).
Una variante del Martini-Henry fue la Escopeta penal Greener, que estaba calibrada para un cartucho especial y la hacía inútil para cualquiera que la robase. Se puede ver un ejemplar en el Museo de las Armerías Reales, en Leeds. Greener además usó el cerrojo levadizo Martini en la escopeta GP, que disparaba el cartucho del 12 estándar, siendo un arma habitual para guardabosques y cazadores en Gran Bretaña hasta la década de 1960.
Los nepaleses produjeron una copia muy parecida al Martini-Henry que incorporaba ciertas mejoras de Westley-Richards al mecanismo del gatillo, pero bastante parecida al Martini-Henry Mark 2. Estos fusiles pueden reconocerse por sus marcajes nepaleses y una diferente abertura superior del cajón de mecanismos. Una variante conocida como el Fusil Gahendra, que incorporaba tempranas ideas de Westley-Richards para un percutor accionado por un muelle plano dentro del cajón de mecanismos (en lugar del percutor accionado por un resorte helicoidal del diseño de von Martini), fue producida localmente en Nepal. A pesar de ser fusiles bien hechos, estos fueron principalmente producidos de forma artesanal, haciendo que su calidad sea sumamente variable. Aunque se hicieron esfuerzos para retirar estos fusiles, quizás en la década de 1890, unos 9.000 todavía estaban en servicio hacia 1906.
El Martini-Herny fue empleado en la Primera Guerra Mundial en diversos papeles, principalmente como arma de reserva, pero también fue suministrado (en las primeras etapas de la guerra) a pilotos para tratar de derribar globos de observación y otros aviones. En este papel, utilizó munición incendiaria de fabricación reciente. Los fusiles Martini-Henry también fueron usados durante la Primera Guerra Mundial por las tropas coloniales en los frentes del África y el Medio Oriente.

### Los fusiles Peabody-Martini turcos, rumanos y de las Repúblicas Bóer
Como Turquía no podía comprar fusiles Martini-Henry a los británicos porque toda la producción iba a rearmar su Ejército, compró fusiles idénticos al Mark I a la Providence Tool Company de Providence, Rhode Island, Estados Unidos (los fabricantes del similar Fusil Peabody) y los empleó eficazmente contra los rusos en la Guerra ruso-turca de 1877-1878.
Rumanía también adoptó una variante de producción local del Peabody-Martini-Henry en 1879, mientras que significativas cantidades del diseño básico, con variantes, también fueron producidas para las Repúblicas Bóer tanto en Bélgica como en Birmingham (a través de Westley-Richards) en fechas tan tardías como finales de la década de 1890.

## Operación del cerrojo levadizo Martini

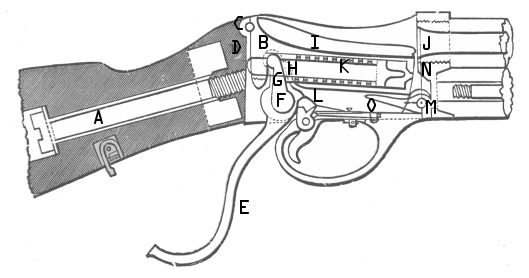
Dibujo seccionado del cerrojo levadizo Martini-Henry.

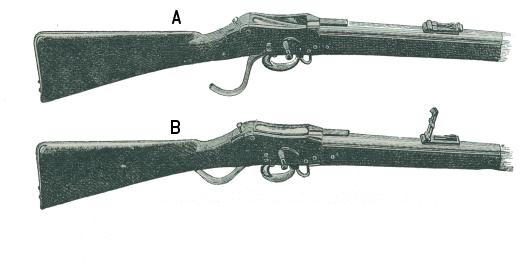
Fusil Martini-Henry.
A: listo para cargarse.
B: cargado y listo para disparar.

El cajón de mecanismos y la recámara están unidos a la culata mediante un perno (A). La recámara es cerrada por el cerrojo (B) que hace girar un pasador (C) que va a través de la parte posterior del cerrojo. El extremo del cerrojo está redondeado para formar una articulación con la parte posterior del cajón de mecanismos (D), que recibe la fuerza del retroceso en lugar del pasador.
Debajo del guardamonte, la palanca (E) acciona un pasador (F) que empuja a la leva (G) en el cajón de mecanismos. La leva se mueve dentro de un entalle (H) y presiona contra el cerrojo, elevándose para disparar o bajando según la posición de la palanca.
El cerrojo (B) tiene una hendidura en su parte superior (I) para facilitar la inserción de un cartucho en la recámara (J). Para disparar el cartucho, el cerrojo es elevado para posicionar el mecanismo de disparo (K) sobre el culote del cartucho. El mecanismo de disparo consiste en un resorte helicoidal alrededor del percutor, cuya punta pasa a través de un agujero en la cara del cerrojo para golpear el fulminante del cartucho insertado. Cuando la palanca (E) se mueve hacia adelante, la leva (G) gira y uno de sus brazos agarra y tira hacia atrás el resorte hasta que la leva se encuentre fijada con firmeza en el entalle (H) y que el resorte sea sujetado por el retén (L), que es empujado en una curvatura de la parte inferior de la leva.
Tras disparar, el casquillo del cartucho es parcialmente extraído por el cerrojo. El extractor hace girar un pasador (M) y tiene dos brazos verticales (N), los cuales son presionados por la pestaña del cartucho dentro de dos entalles a los lados del cañón. Un brazo acodado (O), que forma un ángulo de 80° con los brazos del extractor, es forzado hacia abajo por el cerrojo que baja al empujar hacia adelante la palanca, causando que los brazos verticales extraigan ligeramente el casquillo de la recámara y faciliten su extracción manual.
Al igual que en los fusiles militares británicos, el cerrojo Martini fue empleado en escopetas por la empresa W. W. Greener & Co., cuyas escopetas antidisturbios monotiro "EP" aún seguían en servicio en las excolonias británicas en la década de 1970. La escopeta Greener GP, que también usaba el cerrojo Martini, era una apreciada arma de cacería en la década de 1950. El cerrojo Martini fue empleado por la empresa Birmingham Small Arms Company (BSA) y posteriormente por Parker-Hale para sus series de fusiles de tiro al blanco de pequeño calibre Small Action Martini, que fueron producidos hasta 1955.